# Der Karawanenführer von Oklahoma
Der Karawanenführer von Oklahoma (Originaltitel: The Wagon Master) ist ein US-amerikanischer Western aus dem Jahr 1929 von Harry Joe Brown mit Ken Maynard in der Hauptrolle, der den Film zusammen mit Brown auch produzierte. Den Verleih übernahm Universal Pictures.

## Handlung
Bill Hollister organisiert einen Planwagentreck, um Jake Lynchs unfaires Monopol auf die Lebensmittelpreise in zahlreichen Bergbaugemeinden zu brechen. Ein Fremder, der nur Rambler genannt wird, schließt sich dem Zug an, als dieser nach Gold Hill aufbricht. Er rettet Sue Smith vor einem durchgegangenen Pferd. Als Hollister bei einem Hinterhalt von Lynchs Handlangern getötet wird, wird der Rambler zum Planwagenführer. 
Jacques Frazelle, Hollisters ehemaliger Stellvertreter, plant, den Rambler zu verdrängen und Sue zu gewinnen. An einem Wasserloch überlistet der Rambler Lynchs Männer, doch Jacques intrigiert mit Lynch, um den Treck zu stören. Nachdem der Rambler Jacques in einem Peitschenkampf besiegt hat, machen er und seine Männer sich rechtzeitig auf den Weg nach Gold Hill, um zu verhindern, dass die Bergleute einen exorbitanten Vertrag mit Lynch unterzeichnen.

## Hintergrund
Der Beginn der Dreharbeiten wurde am 20. März 1929 gemeldet. Der Film war der erste Tonfilm des Hauptdarstellers Ken Maynard und auch seine erste Produktion für Universal.
Gedreht wurde laut Presseangaben in Lone Pine (Kalifornien). Maynard hatte ursprünglich vorgehabt, mit seinem offenen Flugzeug zu dem Drehort zu fliegen, ließ sich aber aufgrund des für die Jahreszeit ungewöhnlich kalten Wetters davon abbringen. Am 29. Juni 1929 wurde über das Ende der Produktionsarbeiten berichtet.
Trotz des kommerziellen Erfolgs des Films zeigten die Kinobetreiber laut Pressemeldungen vom 12. und 26. April 1930 Unzufriedenheit mit der Hintergrundmusik, die die Dialoge übertönte, und mit der Tatsache, dass es sich im Grunde um einen Stummfilm mit Sprechsequenzen handelte. Ein Kinobetreiber in Clinton (Iowa) tat die Produktion einfach als „den gleichen üblichen Blödsinn“ ab.

## Veröffentlichung
Die Premiere des Films fand am 8. September 1929 statt. Noch im gleichen Jahr kam er im Deutschen Reich in die Kinos.

## Kritiken
Die Variety bezeichnete den Fulm als Pionier für Dialog und Toneffekte in kleinen Western. Der kleine Pausenfüller profitiere enorm von beidem und liege damit über dem Durchschnitt.
Im Magazin The Film Daily wurde der Film als bunter und lebendiger Western beschrieben, der mit einer einzigartigen Geschichte aufgepeppt wurde.